# Blue Jasmine
Blue Jasmine es una película de comedia y drama escrita y dirigida por Woody Allen. Se estrenó el 26 de julio de 2013 en Nueva York y Los Ángeles, mientras que en España lo fue el 15 de noviembre del mismo año.

## Sinopsis
Janette, quien eventualmente cambió su nombre por Jasmine  (Cate Blanchett), está en bancarrota tras el suicidio de su adinerado marido, un financiero no precisamente honesto para los negocios llamado Hal Francis (Alec Baldwin). Destrozada y tras haber sufrido un ataque de nervios que la hizo hablar sola por las calles, debe mudarse de Nueva York a San Francisco y vivir con su hermana Ginger (Sally Hawkins).
Ginger está consternada al saber que Jasmine viajó en primera clase, lo cual es evidencia de su inmadurez. Es una serie de flashbacks lo que revela el humillante arresto de Hal, entre las víctimas de cuyos fraudes están Ginger y su esposo, Augie, a quienes estafó $ 200 000  ganados en la lotería con las que pensaban reiniciar sus vidas. Hal se suicidó en prisión. El hijastro de Jasmine, Danny, posteriormente abandonó Harvard para buscar trabajo y rompió todos los lazos con ella, quien comenzó a abusar del alcohol y los antidepresivos.
Ginger ahora está saliendo con un mecánico llamado Chili, a quien Jasmine detesta por sus modales vulgares y groseros, pero cuyo trabajo paga los gastos del departamento. Jasmine, quien interrumpió sus estudios al casarse, considera convertirse en diseñadora de interiores debido a su "gran gusto" y la experiencia adquirida en la decoración de sus hogares. Quiere tomar cursos en línea, pero es incapaz incluso de hacer la solicitud, por lo que decide tomar clases de informática. Sin ingresos, acepta a regañadientes un nuevo trabajo como recepcionista con un dentista, que la acosa con insinuaciones, con quien finalmente accede a cenar, terminando la cosa en desastre al ser este incapaz de comportarse como un adulto.
A pesar de haber perdido su trabajo, su situación mejora cuando conoce a un viudo rico de California, Dwight Westlake (Peter Sarsgaard), en una fiesta cuyo propósito es mostrar una lujosa casa en venta. Dwight es un diplomático que aspira a convertirse en congresista, con una gran carrera política y brillante futuro, y ella se hace pasar por una diseñadora con experiencia y le dice que su difinto esposo había sido cirujano en Nueva York. Dwight queda impresionado por su estilo y la invita a decorar su nuevo hogar. 
Jasmine desarrolla un romance con Dwight y él está a punto de comprarle un anillo de compromiso cuando se cruzan con su excuñado Augie, quien la pone en evidencia. Sin embargo, y arrastrado por el aluvión de verdades soltadas a soplamoco, Augie revela también que Danny vive cerca, en Oakland, que trabaja muy duro en una tienda de instrumentos musicales de segunda mano y ahora está casado. Indignado por las mentiras de Jasmine, Dwight cancela el compromiso. Sin nada más que hacer, esta va a Oakland y encuentra a Danny, a quien reprocha desperdiciar sus múltiples talentos en ese sitio, y quien en respuesta le dice que no la quiere volver a ver.
Se revela entonces que tras hacer de la vista gorda pretendiendo no entender nada de negocios, Jasmine finalmente abrió los ojos a la realidad de los fraudes de Hal y se le enfrentó en una discusión muy fuerte en la que de pasada este le dijo que quería divorciarse para irse con su amante de 19 años. Herida, fue la misma Jasmine quien llamó al FBI.
Tras regresar al apartamento de su hermana y encontrarla con Chili, quien incluso se estaba mudando, Jasmine se le enfrenta y se enfurece cuando Ginger se pone del lado de este. Miente alegando que se va a casar con Dwight y dejando la puerta abierta al salir, camina hacia un banco del parque, se sienta y comienza a hablar sola en voz alta.

## Reparto
- Cate Blanchett es Jeanette "Jasmine" Francis.
- Alec Baldwin es Hal Francis.
- Sally Hawkins es Ginger, hermana de Jasmine.
- Bobby Cannavale es Chili, prometido de Ginger.
- Louis C.K. es Al, amante de Ginger.
- Andrew Dice Clay es Augie, exmarido de Ginger.
- Peter Sarsgaard es Dwight Westlake, prometido de Jasmine.
- Michael Stuhlbarg[6] es el Doctor Flicker, jefe de Jasmine.
- Tammy Blanchard es Jane, amiga de Jasmine.
- Max Casella es Eddie, amigo de Chili.
- Alden Ehrenreich es Danny Francis, hijastro de Jasmine.

## Producción
La película se rodó en 2012 en Nueva York y San Francisco. Letty Aronson, Stephen Tenenbaum y Edward Walson son los productores de la película. Sony Pictures Classics la distribuyó, siendo su sexta colaboración con Allen. Para el papel de Jasmine se pensó en Nicole Kidman y  Uma Thurman.

## Recepción
Blue Jasmine fue aclamada por la crítica. De entrada, los críticos tenían altas expectativas sobre el nuevo proyecto de Allen, y no decepcionó. Elogiaron el papel de Blanchett, calificándola como una de sus mejores actuaciones con diferencia, si no era de por sí la mejor de toda su carrera como actriz. Diferentes medios de prensa han clasificado esta película como una de las más fuertes y resonantes de la carrera de Allen en años. Rotten Tomatoes dio a la película una puntuación de 91%, con un promedio de 8 sobre 10 basado en 193 críticas hacia esta. Obtuvo por tanto la calificación de "Fresh". En Metacritic, recibió una puntuación de 78 sobre 100, basándose en 47 críticas. Blue Jasmine ha sido comparada por varios críticos con la obra de Tennessee Williams Un tranvía llamado deseo debido a la similar trama y a los personajes que ambas comparten.
La película ha sido nominada a varios premios de la crítica. Entre las más importantes destacan tres nominaciones al Óscar: una por Guion Original y dos por los papeles de Blanchett y Hawkins como Actriz Principal y Actriz de Reparto respectivamente. En la reciente edición de los Globos de Oro, Blanchett se hizo con la estatuilla de Mejor Actriz en Drama, y el Premio Oscar a Actriz Principal.